# Rolf Günther
Rolf Günther (Erfurt, Alemania; 8 de enero de 1913 – Ebensee, Austria, mayo de 1945) fue un oficial alemán de la SS y criminal de guerra nazi que sirvió como Sturmbannführer (mayor) y que actuó como adjunto de Adolf Eichmann en el Holocausto judío de la Segunda Guerra Mundial.

## Inicios en el nazismo
Günther ingresó a las SA en 1929, apenas con 16 años de edad, por lo que Adolf Eichmann lo consideraba "la personificación de la dureza". Posteriormente formalizó su ingreso a las SS con el número 290.130 y al Partido Nazi con la ficha número 472.421. Sus últimos ascensos fueron a SS Haupsturmführer (capitán) el 1 de julio de 1937 y a SS Sturmbannführer (mayor) el 20 de abril de 1941. Actuó como asistente de Adolf Eichmann, teniendo incluso firma autorizada para los memorándums de la Sección IVB4 de la Gestapo, que se encargaba de la deportación de los judíos detenidos en territorio del III Reich a los campos de concentración.

## Participación en el Holocausto
Günther fue responsable de la deportación de los judíos de Grecia y clandestinamente de Turquía al campo de concentración de Auschwitz, con la asistencia de Alois Brunner, donde en su mayoría fueron asesinados al llegar por medio de las cámaras de gas.
Su despacho se hallaba en las oficinas principales de la Sección IVB4, en la Kurfürstenstrasse 116, Berlín, teléfono 25 9251. Dentro de esta sección funcionaba una subsección, de la cual Günther fue supervisor desde la apertura hasta el final de la guerra. 
Günther fue responsable de enviar a Kurt Gerstein y al profesor Wilhelm Pfannenstiel al campo de exterminio de Belzec para probar el ácido prúsico (Zyklon B) como agente de desinfección de ropas. Además de esto, Gerstein y Pfannenstiel recibieron reportes de que el Zyklon B podía ser de utilidad como método de asesinato en las cámaras de gas, en lugar del monóxido de cárbono que se estaba empleando en Belzec.
En sus memorias, Rudolf Hoss afirmó que había podido concluir en la cifra de dos millones y medio de judíos exterminados en Auschwitz de acuerdo con la información provista a él por el General SS Richard Glücks, quien a su vez la había obtenido de Eichmann. “Eichmann y su permanente delegado Günther fueron los únicos que poseyeron la información necesaria para calcular el número total de personas aniquiladas.” Hoss manifestó posteriormente que la cifra provista por Glücks era demasiado alta, lo que ha sido confirmado por historiadores e investigadores. 
Dieter Wisliceny consideró que Günther era el único del equipo que tenía influencia sobre Eichmann.

## El fin
Según noticias de la Cruz Roja Internacional y las autoridades norteamericanas, Günther se suicidó en 1945 mientras estaba detenido en manos de los americanos en la Prisión de Ebensee. 
Fue hermano menor de Hans Günther, quien también era SS Sturmbannführer bajo las órdenes de Adolf Eichmann. Rolf Günther es nombrado en el testimonio sobre las cámaras de gas del SS Obersturmführer Kurt Gerstein.